# Alon Yefet
Alon Yefet (Hebreeuws: אלון יפת) (Netanja, 1 september 1972) is een Israëlisch voetbalscheidsrechter. Hij was in dienst van FIFA en UEFA tussen 2002 en 2018. Ook leidde hij tot 2019 wedstrijden in de Ligat Ha'Al.
Op 20 september 2001 maakte Yefet zijn debuut in Europees verband tijdens een wedstrijd tussen Slovan Liberec en Slovan Bratislava in de UEFA Cup; het eindigde in 2–0 voor Slovan Liberec en Yefet hield zijn kaarten op zak. Zijn eerste interland floot hij op 29 maart 2003, toen Portugal met 1–0 won van Brazilië. Tijdens dit duel gaf Yefet gele kaarten aan Fernando Couto, Ronaldinho en Gilberto Silva. Roberto Carlos kreeg een directe rode kaart.

## Interlands
| Datum             | Plaats                 | Wedstrijd                | Uitslag | Competitie           | Kreeg geel | Kreeg voor de tweede keer geel en dus rood | Weggestuurd |
| ----------------- | ---------------------- | ------------------------ | ------- | -------------------- | ---------- | ------------------------------------------ | ----------- |
| 29 maart 2003     | Porto, Portugal        | Portugal – Brazilië      | 2 – 1   | Vriendschappelijk    | 3          | 0                                          | 1           |
| 2 april 2003      | León, Spanje           | Spanje – Armenië         | 3 – 0   | EK 2004 kwalificatie | 3          | 0                                          | 0           |
| 6 september 2003  | Ploiești, Roemenië     | Roemenië – Luxemburg     | 4 – 0   | EK 2004 kwalificatie | 0          | 0                                          | 0           |
| 17 november 2004  | Barcelona, Spanje      | Andorra – Nederland      | 0 – 3   | WK 2006 kwalificatie | 2          | 0                                          | 0           |
| 11 oktober 2006   | Amsterdam, Nederland   | Nederland – Albanië      | 2 – 1   | EK 2008 kwalificatie | 3          | 0                                          | 0           |
| 6 juni 2007       | Timișoara, Roemenië    | Roemenië – Slovenië      | 2 – 0   | EK 2008 kwalificatie | 8          | 0                                          | 0           |
| 12 september 2007 | Oviedo, Spanje         | Spanje – Letland         | 2 – 0   | EK 2008 kwalificatie | 2          | 0                                          | 0           |
| 6 september 2008  | Oslo, Noorwegen        | Noorwegen – IJsland      | 2 – 2   | WK 2010 kwalificatie | 3          | 0                                          | 0           |
| 1 april 2009      | Belfast, Noord-Ierland | Noord-Ierland – Slovenië | 1 – 0   | WK 2010 kwalificatie | 6          | 0                                          | 0           |
| 14 oktober 2009   | Parma, Italië          | Italië – Cyprus          | 3 – 2   | WK 2010 kwalificatie | 3          | 0                                          | 0           |
| 7 september 2010  | Olomouc, Tsjechië      | Tsjechië – Litouwen      | 0 – 1   | EK 2012 kwalificatie | 4          | 0                                          | 0           |
| 4 juni 2011       | Podgorica, Montenegro  | Montenegro – Bulgarije   | 1 – 1   | EK 2012 kwalificatie | 4          | 0                                          | 0           |
| 29 februari 2012  | Warschau, Polen        | Polen – Portugal         | 0 – 0   | Vriendschappelijk    | 1          | 0                                          | 1           |
| 7 september 2012  | Zagreb, Kroatië        | Kroatië – Macedonië      | 1 – 0   | WK 2014 kwalificatie | 5          | 0                                          | 0           |
| 6 februari 2013   | Brugge, België         | België – Slowakije       | 2 – 1   | Vriendschappelijk    | 2          | 0                                          | 0           |
| 9 september 2014  | Bakoe, Azerbeidzjan    | Azerbeidzjan – Bulgarije | 1 – 2   | EK 2016 kwalificatie | 4          | 0                                          | 0           |
| 11 oktober 2014   | Belfast, Noord-Ierland | Noord-Ierland – Faeröer  | 2 – 0   | EK 2016 kwalificatie | 2          | 0                                          | 0           |
| 11 november 2016  | Kopenhagen, Denemarken | Denemarken – Kazachstan  | 4 – 1   | WK 2018 kwalificatie | 4          | 0                                          | 0           |
| 11 juni 2017      | Tampere, Finland       | Finland – Oekraïne       | 1 – 2   | WK 2018 kwalificatie | 6          | 0                                          | 0           |